# کونیگسموور
کونیگسموور (به آلمانی: Königsmoor) یک شهر در آلمان است که در Tostedt واقع شده‌است. کونیگسموور ۶۶۵ نفر جمعیت دارد.